# Batalha de Remagen
A Batalha de Remagen, foi uma batalha de 18 dias durante a invasão aliada da Alemanha na Segunda Guerra Mundial de 7 a 25 de março de 1945, quando as forças americanas capturaram inesperadamente a ponte Ludendorff sobre o Reno intacta. Eles foram capazes de segurá-lo contra a oposição alemã e construir travessias temporárias adicionais. A presença de uma ponte sobre o Reno avançou em três semanas a travessia planejada dos Aliados Ocidentais do Reno para o interior da Alemanha. Essa batalha gerou pelo menos 990 vítimas, e destruiu mais de 30 tanques
Depois de capturar a Linha Siegfried, a 9ª Divisão Blindada do Primeiro Exército dos EUA avançou inesperadamente rapidamente em direção ao Reno. Eles ficaram muito surpresos ao ver uma das últimas pontes sobre o Reno ainda de pé.:263–264 Os alemães haviam armado a ponte com cerca de 2.800 kg (6.200 lb) de cargas de demolição. Quando tentaram explodi-lo, apenas uma parte dos explosivos detonou. As forças dos EUA capturaram a ponte e rapidamente expandiram sua primeira cabeça de ponte através do Reno, duas semanas antes da Operação Pilhagem meticulosamente planejada do Marechal de Campo Bernard Montgomery. As ações dos soldados impediram que os alemães se reagrupassem a leste do Reno e consolidassem suas posições. A batalha pelo controle da Ponte Ludendorff fez com que as forças americanas e alemãs empregassem novas armas e táticas em combate pela primeira vez. Nos 10 dias seguintes, após sua captura em 7 de março de 1945 e até seu fracasso em 17 de março, os alemães usaram praticamente todas as armas à sua disposição para tentar destruir a ponte. Isso incluía infantaria e blindados, obuses, morteiros, minas flutuantes, barcos minados, um canhão ferroviário e o gigantesco morteiro superpesado Karl-Gerät de 600 mm. Eles também atacaram a ponte usando os recém-desenvolvidos bombardeiros turbojato Arado Ar 234B-2. Para proteger a ponte contra aeronaves, os americanos posicionaram a maior concentração de armas antiaéreas durante a Segunda Guerra Mundial:189 levando às "maiores batalhas de artilharia antiaérea da história americana". Os americanos contaram 367 aeronaves alemãs diferentes da Luftwaffe atacando a ponte nos 10 dias seguintes. Os americanos afirmaram ter abatido quase 30% das aeronaves despachadas contra eles. A ofensiva aérea alemã falhou.
Em 14 de março, o Führer alemão do Reich, Adolf Hitler, ordenou que o general Hans Kammler da Schutzstaffel (SS) disparasse foguetes V2 para destruir a ponte. Isso marcou a primeira vez que os mísseis foram usados contra um objetivo tático e a única vez que foram disparados contra um alvo alemão. Os 11 mísseis lançados mataram seis americanos e vários cidadãos alemães em cidades próximas, mas nenhum caiu a menos de 500 metros (1⁄4 mi) da ponte. Quando os alemães enviaram um esquadrão de sete nadadores de demolição naval usando aparelhos italianos de respiração subaquática, os americanos estavam prontos. Pela primeira vez em combate, eles implantaram o ultrassecreto Canal Defense Lights:410 que detectou com sucesso os homens-rã no escuro, que foram todos mortos ou capturados.
A captura repentina de uma ponte sobre o Reno foi notícia de primeira página nos jornais americanos. A disponibilidade inesperada de uma cabeça de ponte no lado oriental do Reno, mais de duas semanas antes da Operação Pilhagem, permitiu que o alto comandante aliado Dwight Eisenhower alterasse seus planos para encerrar a guerra. Os Aliados conseguiram transportar rapidamente cinco divisões através do Reno para o Ruhr, o coração industrial da Alemanha. A ponte suportou meses de bombardeio de aeronaves, ataques diretos de artilharia, quase acidentes e tentativas de demolição deliberadas. Ele finalmente desabou às 15h do dia 17 de março, matando 33 engenheiros americanos e ferindo 63. Mas, a essa altura, os engenheiros de combate do Exército dos EUA haviam terminado de construir uma ponte tática de aço e uma ponte flutuante pesada seguida por uma ponte Bailey sobre o Reno. Mais de 125.000 soldados estabeleceram uma ponte de seis divisões, cerca de 125.000 soldados, com acompanhamento de tanques, peças de artilharia e caminhões, através do Reno. Os americanos escaparam da cabeça de ponte em 25 de março de 1945, 18 dias após a captura da ponte. Algumas autoridades militares alemãs e americanas concordaram que a captura da ponte encurtou a guerra, embora um general alemão contestasse isso. A Ponte Ludendorff não foi reconstruída após a Segunda Guerra Mundial. Em 2020, foram iniciados os planos para construir uma ponte suspensa substituta para pedestres e ciclistas. Não há outra travessia de rio por 44 km (27 mi) e poucas balsas. As comunidades locais indicaram interesse em ajudar a financiar o projeto e um engenheiro foi contratado para elaborar os planos.